# Тома I Јерусалимски
Тома I Јерусалимски је патријарх Јерусалимске патријаршије у периоду од 807. до 821. године. Имао је чврст православни теолошки став и противио се и иконоборства и јереси филиокве. Сматра се свецем. Помиње се 16. маја.

## Живот
Пре избора за патријарха Тома је био ђакон и монах у манастиру Светог Саве Освећеног. Био је и игуман лавре Соуке и лекар у Јерусалиму. Изабран је за патријарха након смрти патријарха Георгија 807. године.
Пратећи кораке патријарха Георгија, Тома је наставио да шаље делегације код Франака, користећи се уговором о пријатељству који је склопио Карло Велики са абасидским калифом Харуном ал-Рашидом из Багдада. Делегације су успеле да добију финансијску подршку за Јерусалимску цркву од Карла Великог која је, између осталих пројеката, искоришћена за рестаурацију куполе Храма Светог Гроба Господњег која је оштећена у земљотресу. Тома је такође добијао новац од Бокама, богатог хришћанског Египћанина.
Док је Тома био патријарх, Јерусалим је преживео најезду скакаваца који су изазвали глад и привремени одлазак муслимана. Искористивши њихов одлазак, Тома је купио и увезао петнаест кедра и петнаест јела, лишених грана са Кипра као дрво које је коришћено за рестаурацију куполе Светог гроба. Када су се муслимани вратили оптужили су га да је направио куполу већу од Куполе на стени и затворили га. Обећавајући да ће платити казну од хиљаду златника, Тома је пуштен и, такође, успео је да сачува куполу нетакнутом. Никада није био у могућности да испуни своје обећање о исплати пре смрти, а његови наследници су сматрани одговорним за дуг.

## Религијски погледи
Тома је био активан у тадашњим теолошким споровима. Подржао је теологију хришћанске вере која је изражена на Четвртом васељенском сабору у писму Јерменима. Противио се и византијском иконоборству и учењу да Дух Свети исходи од Сина, филиокве, које се ширило у Западној Цркви.
Патријарх Тома је умро 821. године, а наследио га је његов следбеник патријарх Василије.